# Argia rectangula
Argia rectangula là một loài chuồn chuồn kim trong họ Coenagrionidae.
Argia rectangula được Navás miêu tả khoa học năm 1920.